# Toszkána uralkodóinak listája
Toszkána uralkodóinak listája időrendben:

## Toszkána őrgrófjai
cellpadding="4" style="background:WhiteSmoke;text-align:left;"

| Uralkodó                        | Uralkodott                                        | Megjegyzés              |
| ------------------------------- | ------------------------------------------------- | ----------------------- |
| I. Bonifác                      | őrgr.: 812–813, †823                              |                         |
| .........                       |                                                   |                         |
| II. Bonifác                     | őrgr.: 828, †834                                  |                         |
| Aganus                          | őrgr.: 835, †845                                  |                         |
| .........                       |                                                   |                         |
| I. Adalbert (* 820 k.)          | őrgr.: 847, †886                                  |                         |
| II. Gazdag Adalbert (* 875 k.)  | őrgr.: 886, †915. szeptember 10./19.              |                         |
| Guidó                           | őrgr.: 915, †929                                  |                         |
| Lambert                         | őrgr.: 929–931, †938 után                         |                         |
| Boso (* 885)                    | őrgr.: 931, †936                                  |                         |
| Spoletói Hubert (* 922)         | őrgr.: 936–961, †967. szeptember 15./970 márciusa |                         |
| Nagy Hugó (* 945 k.)            | őrgr.: 961, †1001. december 21.                   |                         |
| .........                       |                                                   |                         |
| III. Bonifác                    | őrgr.: 1004, †1011                                |                         |
| .........                       |                                                   |                         |
| Rainer                          | őrgr.: 1014, †1027                                |                         |
| IV. Canossai Bonifác (* 985 k.) | őrgr.: 1027, †1052. május 6.                      |                         |
| Frigyes (* 1040 k.)             | őrgr.: 1052, †1055 júliusa                        |                         |
| I. Szakállas Gottfried (* 997)  | őrgr.: 1054, †1069. december 30.                  | Alsó-lotaringiai herceg |
| II. Púpos Gottfried (* 1040 k.) | őrgr.: 1069, †1076. február 26./27.               | Alsó-lotaringiai herceg |
| Beatrix (* 1017)                | régens: 1052, †1076. április 18.                  |                         |
| Matilda (* 1046)                | őrgrófnő: 1076, †1115. július 24.                 |                         |
| .........                       |                                                   |                         |
| Scheierni Konrád                | őrgr.: 1120, †1127                                |                         |
| .........                       |                                                   |                         |
| Spamheimi Engelbert             | őrgr.: 1135–1137, †1173. október 6.               |                         |
| Büszke Henrik (* 1108)          | őrgr.: 1137, †1139. október 20.                   | bajor herceg            |
| Attems-i Ulrik                  | őrgr.: 1139, †1152                                |                         |
| VI. Welf (* 1115)               | őrgr.: 1152–1160, †1191. december 15.             |                         |
| VII. Welf (* 1135)              | őrgr.: 1160, †1167. szeptember 11./12.            |                         |
| Dasseli Rainald (* 1120 k.)     | őrgr.: 1160–1163, †1167. augusztus 14.            |                         |
| Buchi Keresztély (* 1130 k.)    | őrgr.: 1163–1173, †1183. augusztus 20.            | Mainz érseke            |
| VI. Welf (2x)                   | őrgr.: 1167–1173, †1191. december 15.             |                         |
| .........                       |                                                   |                         |
| Sváb Fülöp (* 1177)             | őrgr.: 1195–1197, †1208. június 21.               | Fülöp német király      |

Toszkánát a következő időszakban felosztották a Firenzei, Pisai, Sienai, Arezzói, Pistoiai és Luccai Köztársaságokra. A Firenzei Köztársaság a 15. századra Toszkána vezető hatalmává vált.

## Firenze signoréi (1434–1532)
| Uralkodó                                         | Portré | Uralkodása                             | Uralkodási évei   | Megjegyzés |
| ------------------------------------------------ | ------ | -------------------------------------- | ----------------- | --- |
| Medici-ház                                       |        |                                        |                   | |
| Cosimo Idősebb Cosimo (1389–1464)                |        | 1434. október 6. – 1464. augusztus 1.  | 29 év, 300 nap    | Az itáliai bankár, Giovanni di Bicci de’ Medici és Piccarda Bueri nemesasszony fia. Uralkodóházának első signoréja a Firenzei Köztársaságban. |
| Piero di Cosimo Köszvényes Piero (1416–1469)     |        | 1464. augusztus 1. – 1469. december 2. | 5 év, 123 nap     | Idősebb Cosimo de’ Medici és Contessina de’ Bardi fia. |
| Lorenzo di Piero Tündöklő Lorenzo (1449–1492)    |        | 1469. december 2. – 1492. április 8.   | 22 év, 128 nap    | Piero de’ Medici és Lucrezia Tornabuoni idősebb fia. 1469 és 1478 között társuralkodója fivére, Giuliano. A művészetek nagy mecénásaként a Mediciek egyik legkiemelkedőbb alakjának tarják.                                                                  |
| Piero di Lorenzo Szerencsétlen Piero (1472–1503) |        | 1492. április 8. – 1494. november 9.   | 2 év, 214 nap     | Lorenzo de’ Medici és Clarice Orsini idősebb fia. 1494-ben száműzték az állam éléről. |
| Firenzei Köztársaság (1494–1512)                 |        |                                        |                   | |
| Girolamo Savonarola (1452–1498)                  |        | 1494 novembere – 1498. március 18.     | kb. 3 év, 3 hónap | Itáliai dominikánus szerzetes. A papi korrupció, a despotikus államberendezkedés és a szegények kizsákmányolása elleni prédikációiról vált ismertté, majd az általa fellázítottak megdöntötték a Mediciek uralmát és kikiáltották a tényleges köztársaságot. |
| Piero Soderini (1452–1522)                       |        | 1502 – 1512. augusztus 31.             | kb. 10 év         | Firenze gonfalonieréje. Kevéssé jelentős, ám becsületesnek ítélt hivatalnokból lett a városállam vezetője. Mellette tevékenykedett Niccolò Machiavelli. |
| Medici-ház                                       |        |                                        |                   | |
| Giovanni di Lorenzo (1475–1521)                  |        | 1512. augusztus 31. – 1513. március 9. | 190 nap           | Piero di Lorenzo de’ Medici testvére. Fiatalon lépett egyházi pályára, hamar bíboros lett belőle, majd 1513-tól katolikus egyházfő lett. |
| Giuliano di Lorenzo (1479–1516)                  |        | 1513. március 9. – 1516. március 17.   | 3 év, 8 nap       | Piero és Giovanni di Lorenzo testvére. Fivére pápává választását követően lett belőle Firenze signoréja. Házassága alkalmából megkapta a Nemours hercege címet, ám csak egy törvénytelen gyermeke született.                                                 |
| Lorenzo di Piero (1492–1519)                     |        | 1516. március 17. – 1519. május 4.     | 3 év, 48 nap      | II. Piero de’ Medici és Alfonsina Orsini fia. Nagybátyja, X. Leó pápa közbenjárásával Urbino hercege és Pesaro ura címeket kapott. Feleségétől, Madeleine de la Tour d’Auvergnétől született egyetlen gyermeke, a későbbi Medici Katalin francia királyné.   |
| Giulio (1478–1534)                               |        | 1519. május 4. – 1523. november 19.    | 4 év, 199 nap     | Giuliano de’ Medici törvénytelen gyermeke, Tündöklő Lorenzo unokaöccse. Egyházi pályára került, majd 1523-ban belőle is katolikus egyházfő lett. |
| Ippolito (1511–1535)                             |        | 1523. november 19. – 1527. május 16.   | 3 év, 178 nap     | Giuliano di Lorenzo de’ Medici, Nemours hercege és szeretője, Pacifica Brandano házasságok kívüli gyermeke. Egyházai pályára került, bíboros lett. |
| Alessandro (1510–1537)                           |        | 1527. május 16. – 1532. május 1.       | 4 év, 351 nap     | Feltehetően Lorenzo de’ Medici, Urbino hercegének törvénytelen fia. Róma feldúlása és kifosztás után megdöntötték uralmát, majd 1531-ben V. Károly német-római császár segítségével ismét visszatért.                                                        |

## Firenze hercegei (1532–69)
| Uralkodó               | Portré | Uralkodása                                 | Uralkodási évei | Megjegyzés                                                                                             |
| ---------------------- | ------ | ------------------------------------------ | --------------- | --- |
| Medici-ház             |        |                                            |                 | |
| Alessandro (1510–1537) |        | 1532. május 1. – 1537. január 6.           | 4 év, 250 nap   | Hatalomra kerülve hercegnek titulálja magát. Sötét bőre miatt az „il Moro” („a mór”) jelzővel illetik. |
| I. Cosimo (1519–1574)  |        | 1537. szeptember 20. – 1569. augusztus 21. | 32 év, 345 nap  | Giovanni de’ Medici unokája, Giovanni delle Bande Nere és Maria Salviati fia.                          |

## Toszkána nagyhercegei (1569–1799)
| Uralkodó                                              | Portré | Uralkodása                              | Uralkodási évei | Megjegyzés |
| ----------------------------------------------------- | ------ | --------------------------------------- | --------------- | --- |
| Medici-ház                                            |        |                                         |                 | |
| I. Cosimo (1519–1574)                                 |        | 1569. augusztus 21. – 1574. április 21. | 4 év, 243 nap   | Cosimo meghódította a környező területeket, majd 1569-ben V. Piusz pápától nagyhercegi címet kapott, így létrejött a Toszkánai Nagyhercegség.                                                                    |
| I. Ferenc olaszul: Francesco I (1541–1587)            |        | 1574. április 21. – 1587. október 19.   | 13 év, 181 nap  | I. Cosimo toszkánai nagyherceg és Toledói Eleonóra legidősebb fia. Feleségétől, Ausztriai Johannától nem született felnőttkort megért fia, így a trónt fiatalabb fivére örökölte. Az ő leánya volt Medici Mária. |
| I. Ferdinánd olaszul: Ferdinando I (1549–1609)        |        | 1587. október 19. – 1609. február 7.    | 21 év, 111 nap  | I. Ferenc toszkánai nagyherceg testvére. Második fiú révén egyházi pályára került, 1562-ben lett bíboros. Fivére megmérgezését követően lett nagyherceg és vette feleségül Lotaringiai Krisztinát.               |
| II. Cosimo (1590–1621)                                |        | 1609. február 7. – 1621. február 28.    | 12 év, 21 nap   | I. Ferdinánd nagyherceg és Lotaringiai Krisztina legidősebb fia. Ő volt Galileo Galilei mecénása. Halála után régensi kormány állt fel kiskorú fia mellett anyja és felesége, Mária Magdaléna vezetésével.       |
| II. Ferdinánd olaszul: Ferdinando II (1610–1670)      |        | 1621. február 28. – 1670. május 23.     | 49 év, 84 nap   | II. Cosimo nagyherceg és Ausztriai Mária Magdaléna legidősebb fia. Uralkodása alatt kezdődött az ország gazdaságának és a Mediciek befolyásának hanyatlása.                                                      |
| III. Cosimo (1642–1723)                               |        | 1670. május 23. – 1723. október 31.     | 53 év, 161 nap  | II. Ferdinánd nagyherceg és Vittoria della Rovere legidősebb fia. Regnálása alatt tovább folytatódott országa hanyatlása. Családja leghosszabb ideig uralkodó tagja volt a toszkánai trónon.                     |
| Gian Gastone (1671–1737)                              |        | 1723. október 31. – 1737. július 9.     | 13 év, 251 nap  | III. Cosimo nagyherceg és Marguerite Louise d’Orléans legkisebb gyermeke. Ő volt az utolsó Medici a Toszkánai Nagyhercegség trónján.                                                                             |
| Habsburg–Lotaringiai-ház                              |        |                                         |                 | |
| II. Ferenc olaszul: Francesco II (1708–1765)          |        | 1737. július 27. – 1765. augusztus 18.  | 13 év, 22 nap   | I. Ferenc toszkánai nagyherceg ükunokája, I. Lipót lotaringiai herceg és Élisabeth Charlotte d’Orléans fia. Mária Terézia uralkodónő férjeként 1745-től német-római császár is 1765-ös haláláig.                 |
| I. Péter Lipót olaszul: Pietro Leopoldo I (1747–1792) |        | 1765. augusztus 18. – 1790. július 22.  | 24 év, 338 nap  | Ferenc német-római császár és Ausztriai Mária Terézia második fia. 1790-től fivére, II. József halálát követően belőle is német-római császár lesz, így lemond nagyhercegi címéről fia javára.                   |
| III. Ferdinánd olaszul: Ferdinando III (1769–1824)    |        | 1790. július 22. – 1801. március 21.    | 10 év, 242 nap  | I. Péter Lipót toszkánai nagyherceg és Spanyolországi Mária Ludovika fia. 1799-ben kikiáltják az Etruriai Köztársaságot, így Ferdinánd családjával elmenekül az országból, ám címéről csak 1801-ben mond le.     |
| Etruriai Köztársaság (1799–1801)                      |        |                                         |                 | |

## Etruria királyai (1801–07)
| Uralkodó                                         | Portré | Uralkodása                           | Uralkodási évei | Megjegyzés |
| ------------------------------------------------ | ------ | ------------------------------------ | --------------- | --- |
| Bourbon-ház parmai ág                            |        |                                      |                 | |
| I. Lajos olaszul: Ludovico I (1773–1803)         |        | 1801. március 21. – 1803. május 27.  | 2 év, 67 nap    | I. Ferdinánd parmai herceg és Ausztriai Mária Amália fia. A napóleoni háborúk során az Etruriai Köztársaságból kreált Etruriai Királyság uralkodója, egyben címzetes parmai herceg is 1802-től. |
| Károly Lajos olaszul: Carlo Lodovico (1799–1883) |        | 1803. május 27. – 1807. december 10. | 4 év, 197 nap   | I. Lajos etruriai király és Spanyolországi Mária Lujza Jozefa fia. Apja halála után kiskorúsága miatt édesanyja gyakorolta a hatalmat régensként.                                               |
| Francia Császárság (1807–14)                     |        |                                      |                 | |

## Toszkána nagyhercegei (1814–1860)
| Uralkodó                                           | Portré | Uralkodása                           | Uralkodási évei | Megjegyzés |
| -------------------------------------------------- | ------ | ------------------------------------ | --------------- | --- |
| Bonaparte-ház                                      |        |                                      |                 | |
| Élisa Bonaparte (1777–1820)                        |        | 1809. március 3. – 1814. február 1.  | 4 év, 335 nap   | I. Napóleon császár testvére, Carlo Buonaparte és Letizia Ramolino leánya. Ugyan megkapta a toszkánai nagyhercegnői titulust, ám ténylegesen sosem uralkodott a Franciaország által annektált területen.    |
| Habsburg–Lotaringiai-ház toszkánai ág              |        |                                      |                 | |
| III. Ferdinánd olaszul: Ferdinando III (1769–1824) |        | 1814. február 1. – 1824. június 18.  | 10 év, 138 nap  | A napóleoni háborúk lezárultával a bécsi kongresszus visszaállította a Toszkánai Nagyhercegséget, amelynek élére újból Ferdinánd és uralkodóháza, a Habsburg–Lotaringiai-ház toszkánai ága került.          |
| II. Lipót olaszul: Leopoldo II (1797–1870)         |        | 1824. június 18. – 1859. július 21.  | 35 év, 33 nap   | III. Ferdinánd toszkánai nagyherceg és Szicíliai Lujza fia. Ő volt uralkodóháza leghosszabb ideig regnáló és de facto utolsó tagja a Nagyhercegség trónján.                                                 |
| IV. Ferdinánd olaszul: Ferdinando IV (1835–1908)   |        | 1859. július 21. – 1860. március 22. | 245 nap         | II. Lipót toszkánai nagyherceg és Szicíliai Mária Antónia fia. 1859-ben apja lemondott a javára, ám ténylegesen sosem uralkodott, mivel országa a olasz egyesítéssel a Szárd–Piemonti Királyság része lett. |
| Szárd–Piemonti Királyság                           |        |                                      |                 | |